# Сан-Кристобаль-де-ла-Лагуна
Сан-Кристобаль-де-ла-Лагуна (ісп. San Cristóbal de La Laguna) — муніципалітет в Іспанії, у складі автономної спільноти Канарські острови, у провінції Санта-Крус-де-Тенерифе, на острові Тенерифе. Населення — 152 222 особи (2010). Вважається культурною столицею Канарських островів. Це друге за чисельністю населення місто на острові Тенерифе і третє в Канарському архіпелазі.

## Географія
Муніципалітет розташований на відстані близько 1760 км на південний захід від Мадрида, 4 км на захід від Санта-Крус-де-Тенерифе.
На території муніципалітету розташовані такі населені пункти: (дані про населення за 2010 рік)
- Лос-Анденес: 2479 осіб
- Бахамар: 2147 осіб
- Лос-Бальдіос: 2792 особи
- Ла-Куеста: 25393 особи
- Лас-Чумберас: 3443 особи
- Фінка-Еспанья: 4046 осіб
- Хенето: 5456 осіб
- Грасія: 6796 осіб
- Гуахара: 3043 особи
- Гуамаса: 3939 осіб
- Хардіна: 1385 осіб
- Лас-Мерседес: 1014 осіб
- Лас-Монтаньяс: 288 осіб
- Ель-Ортігаль: 1611 осіб
- Пунта-дель-Ідальго: 2628 осіб
- Лос-Родеос: 2351 особа
- Сан-Кристобаль-де-ла-Лагуна: 32095 осіб
- Сан-Ласаро: 5731 особа
- Тако: 23054 особи
- Техіна: 7938 осіб
- Вальє-де-Герра: 6166 осіб
- Лос-Вальєс: 2807 осіб
- Ла-Вега-Лагунера: 2541 особа
- Вега-де-лас-Мерседес: 3079 осіб

## Демографія
Динаміка населення (INE ):

## Релігія
- Центр Сан-Кристобаль-де-ла-Лагунської діоцезії Католицької церкви.

## Персоналії
- Жозе де Аншієта (1534—1597) — єзуїт, місіонер та святий.
- Амаро Парго (1678—1747) — капер і торговець.
- Дамасо Родрігес Мартін (1944—1991) — серійний вбивця, один з найвідоміших злочинців Іспанії.

## Галерея

Розташування муніципалітету на острові Тенерифе
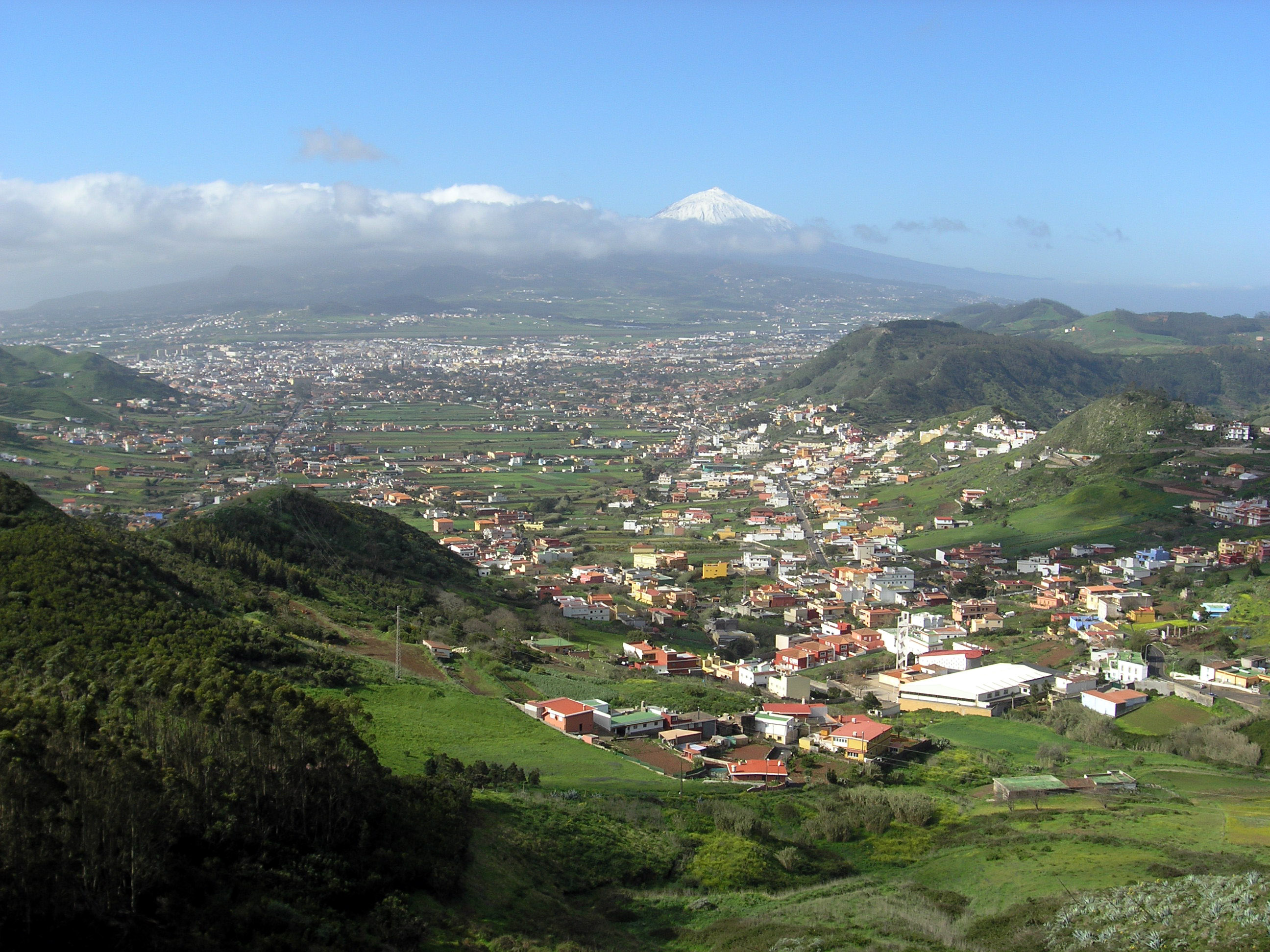
Ла-Лагуна, вид з гір Масісо-де-Анага
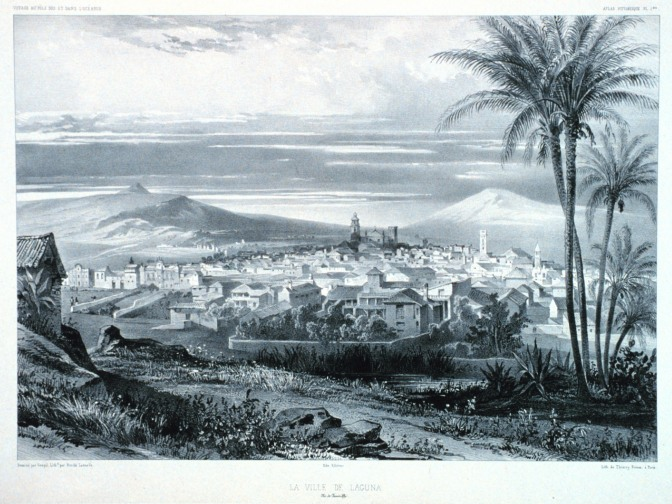
Сан-Кристобаль-де-ла-Лагуна у 1880 році
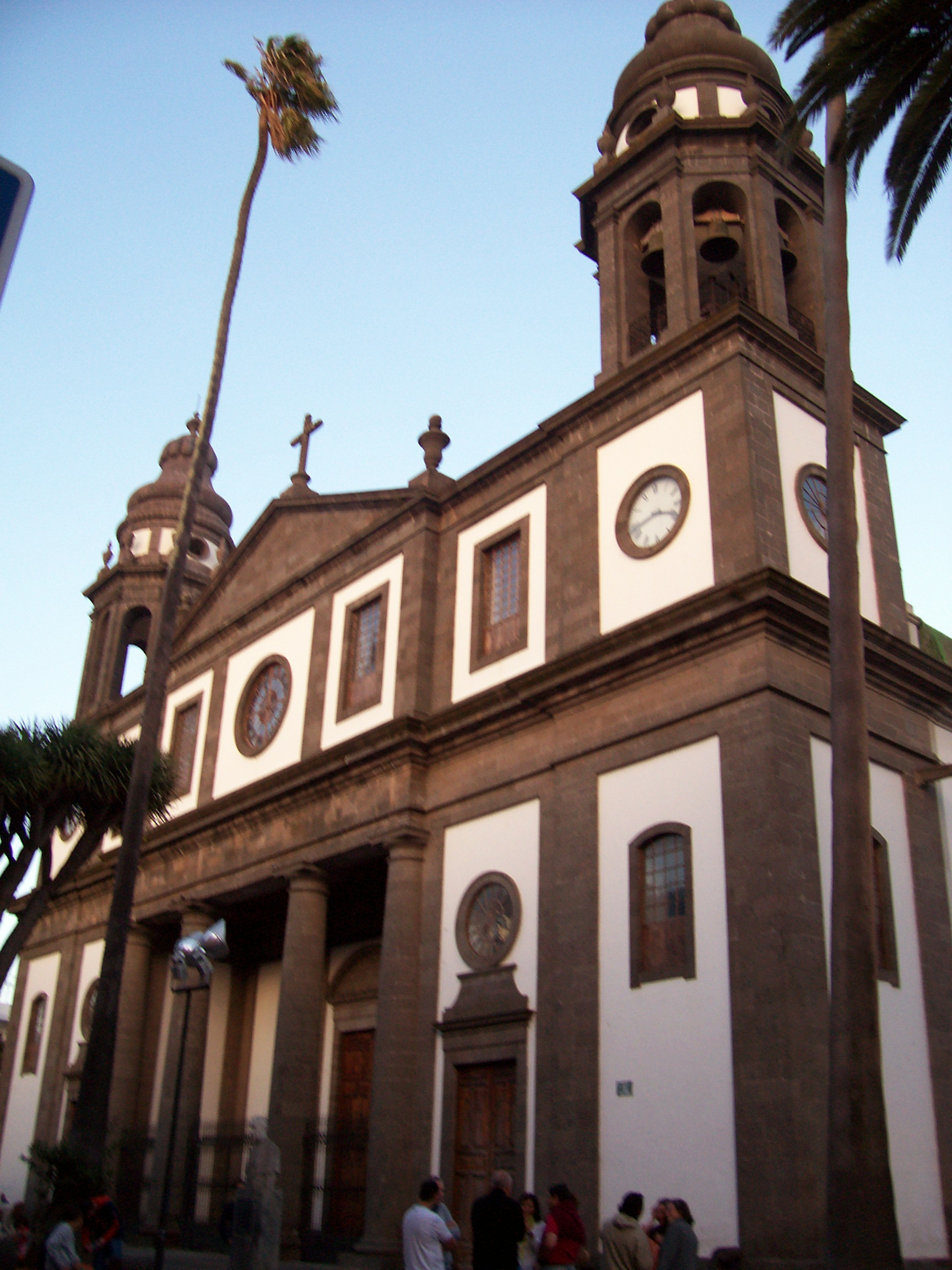
Собор Сан-Кристобаль-де-ла-Лагуна
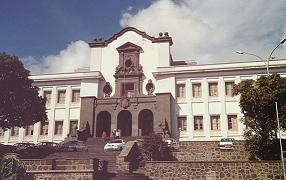
Університет Ла-Лагуни
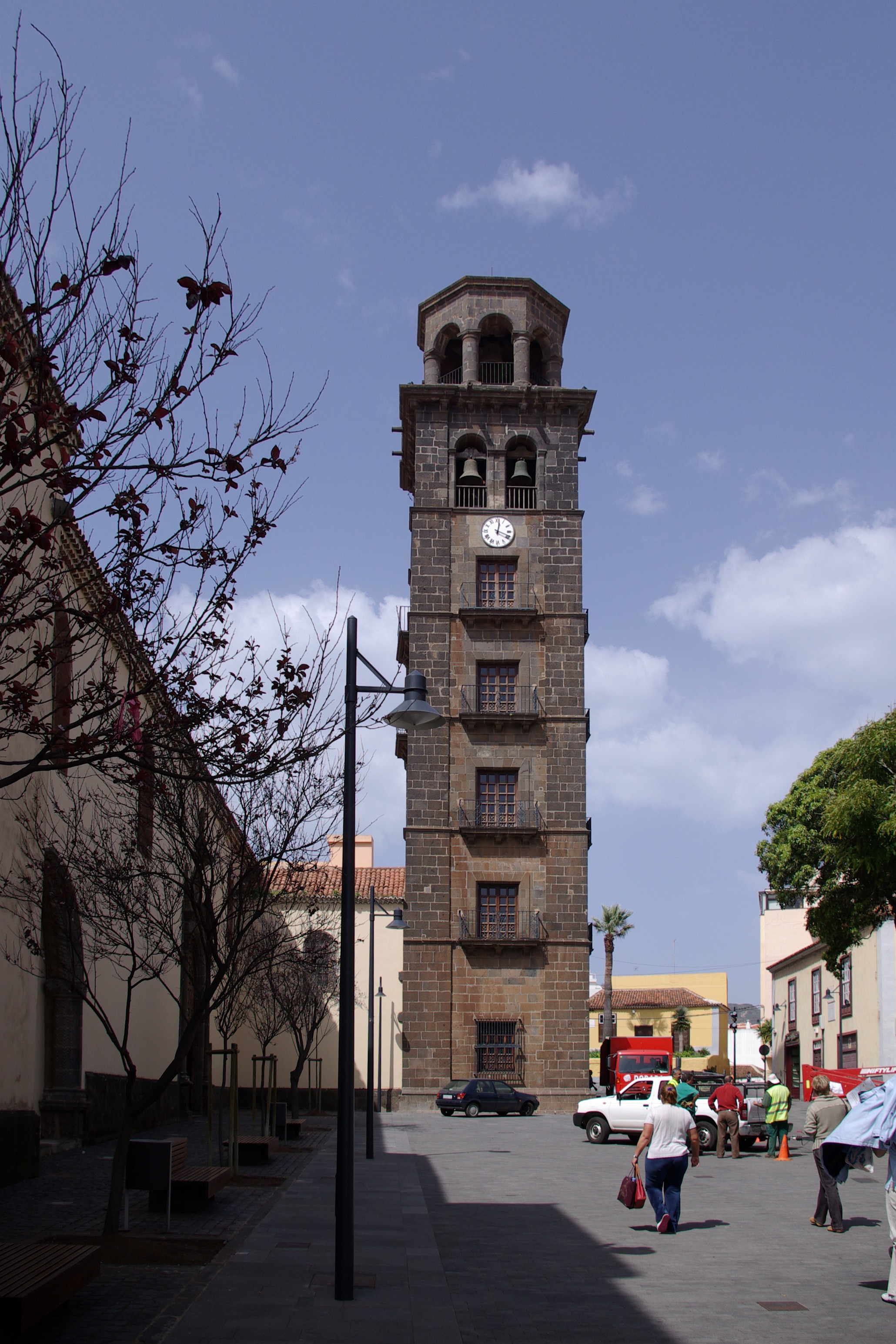
Церква Нуестра-Сеньйора-де-ла-Консепсьйон